# Esthesopus
Esthesopus is een geslacht van kevers uit de familie  
kniptorren (Elateridae).
Het geslacht is voor het eerst wetenschappelijk beschreven in 1829 door Eschscholtz.

## Soorten
Het geslacht omvat de volgende soorten:
- Esthesopus amplicollis Fleutiaux, 1891
- Esthesopus angusticollis Candèze, 1860
- Esthesopus apicalis Schwarz, 1902
- Esthesopus apicatus Candèze, 1881
- Esthesopus atripennis Candèze, 1860
- Esthesopus bellus Candèze, 1881
- Esthesopus bifasciatus Champion, 1896
- Esthesopus biformis Schwarz, 1902
- Esthesopus breviusculus Champion, 1896
- Esthesopus candezei Fleutiaux, 1891
- Esthesopus carbonarius Candèze, 1860
- Esthesopus castaneus Eschscholtz, 1829
- Esthesopus claricollis (Say, 1839)
- Esthesopus clarki Candèze, 1860
- Esthesopus coarctatus Champion, 1896
- Esthesopus curtus Candèze, 1860
- Esthesopus delinitor Candèze, 1860
- Esthesopus dentatus Schwarz, 1902
- Esthesopus dispersus Horn, 1884
- Esthesopus ebeninus Champion, 1896
- Esthesopus flavidus (Fall, 1901)
- Esthesopus fuscicornis Champion, 1896
- Esthesopus grandis Schwarz, 1903
- Esthesopus grenadensis Champion, 1897
- Esthesopus hepaticus (Erichson, 1840)
- Esthesopus hieroglyphicus Schwarz, 1902
- Esthesopus humeralis (Steinheil, 1874)
- Esthesopus humilis Candèze, 1860
- Esthesopus inconspicuus (Erichson, 1840)
- Esthesopus indistinctus Fall, 1934
- Esthesopus infimus (Erichson, 1840)
- Esthesopus minutus Fleutiaux, 1891
- Esthesopus mitis (Horn, 1884)
- Esthesopus morio Candèze, 1878
- Esthesopus nitidulus Candèze, 1860
- Esthesopus paedicus Candèze, 1860
- Esthesopus parcus Horn, 1884
- Esthesopus phisalus Candèze, 1860
- Esthesopus placidus (Erichson, 1840)
- Esthesopus praeclarus Schwarz, 1906
- Esthesopus praecox (Erichson, 1840)
- Esthesopus praeditus Horn, 1884
- Esthesopus pusio Horn, 1884
- Esthesopus quadripustulatus Candèze, 1860
- Esthesopus quadrivulneratus (Erichson, 1840)
- Esthesopus rufiventris Schwarz, 1903
- Esthesopus scapularis Champion, 1896
- Esthesopus scutellaris Schwarz, 1903
- Esthesopus terminatus Schwarz, 1906
- Esthesopus troglodytes Germar, 1840